# Lista szkół w Wieluniu

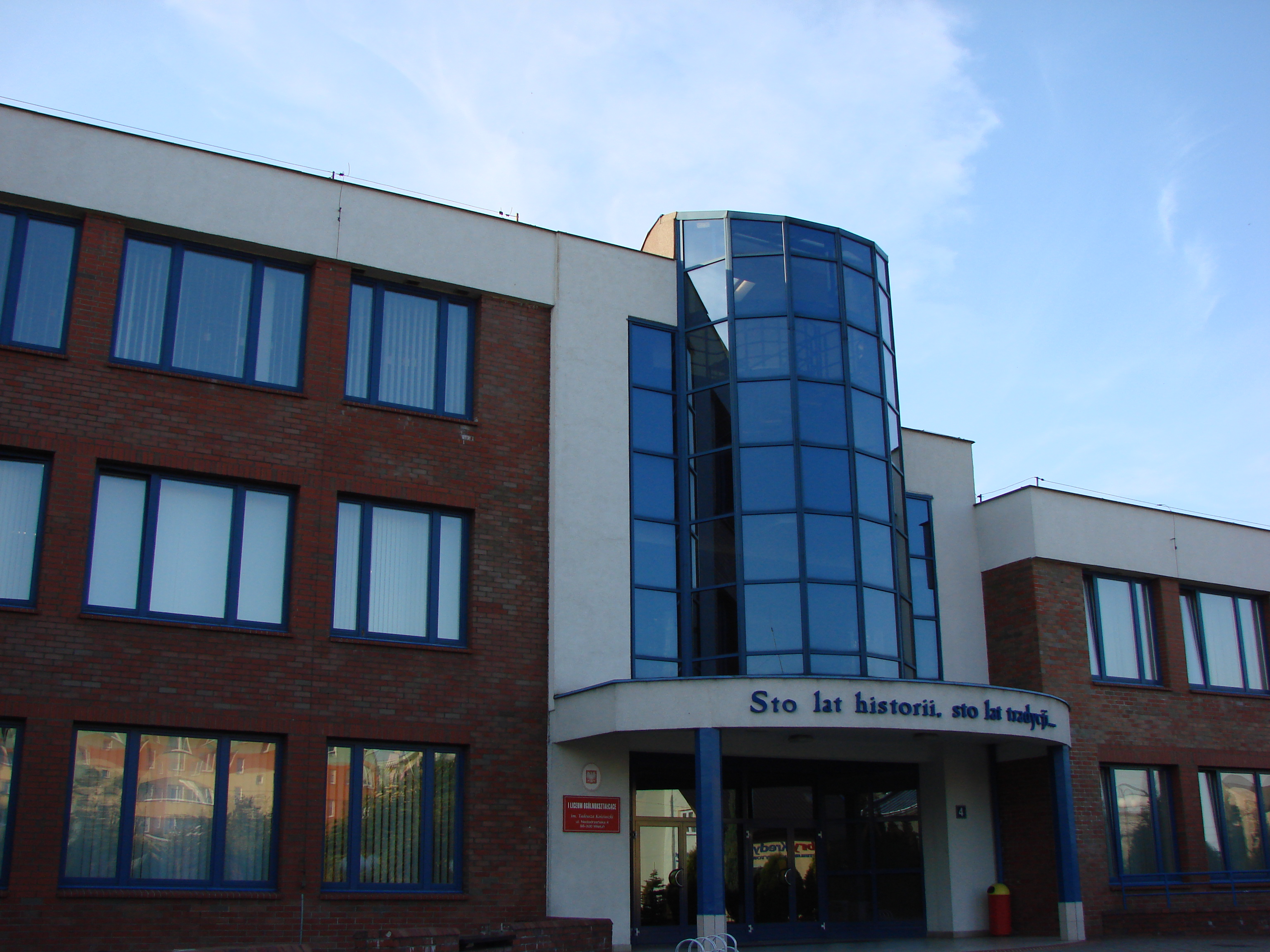
I Liceum Ogólnokształcące im. Tadeusza Kościuszki

## Szkoły wyższe
- Wydział Zamiejscowy Wyższej Szkoły Informatyki i Umiejętności w Łodzi
- Kolegium Nauczycielskie w Wieluniu
- Zamiejscowy Ośrodek Dydaktyczny Akademii Humanistyczno-Ekonomicznej w Łodzi
- Zamiejscowy Ośrodek Dydaktyczny Społecznej Akademii Nauk w Łodzi

## Szkoły ponadgimnazjalne
- I Liceum Ogólnokształcące im. Tadeusza Kościuszki (dawne LO im. Tadeusza Kościuszki)
- II Liceum Ogólnokształcące im. Janusza Korczaka
- Stowarzyszenie przyjaciół szkół katolickich przy ulicy Śląskiej 23
  - Katolickie Liceum Ogólnokształcące SPSK im. Biskupa Teodora Kubiny w Wieluniu
  - Technikum SPSK w Wieluniu

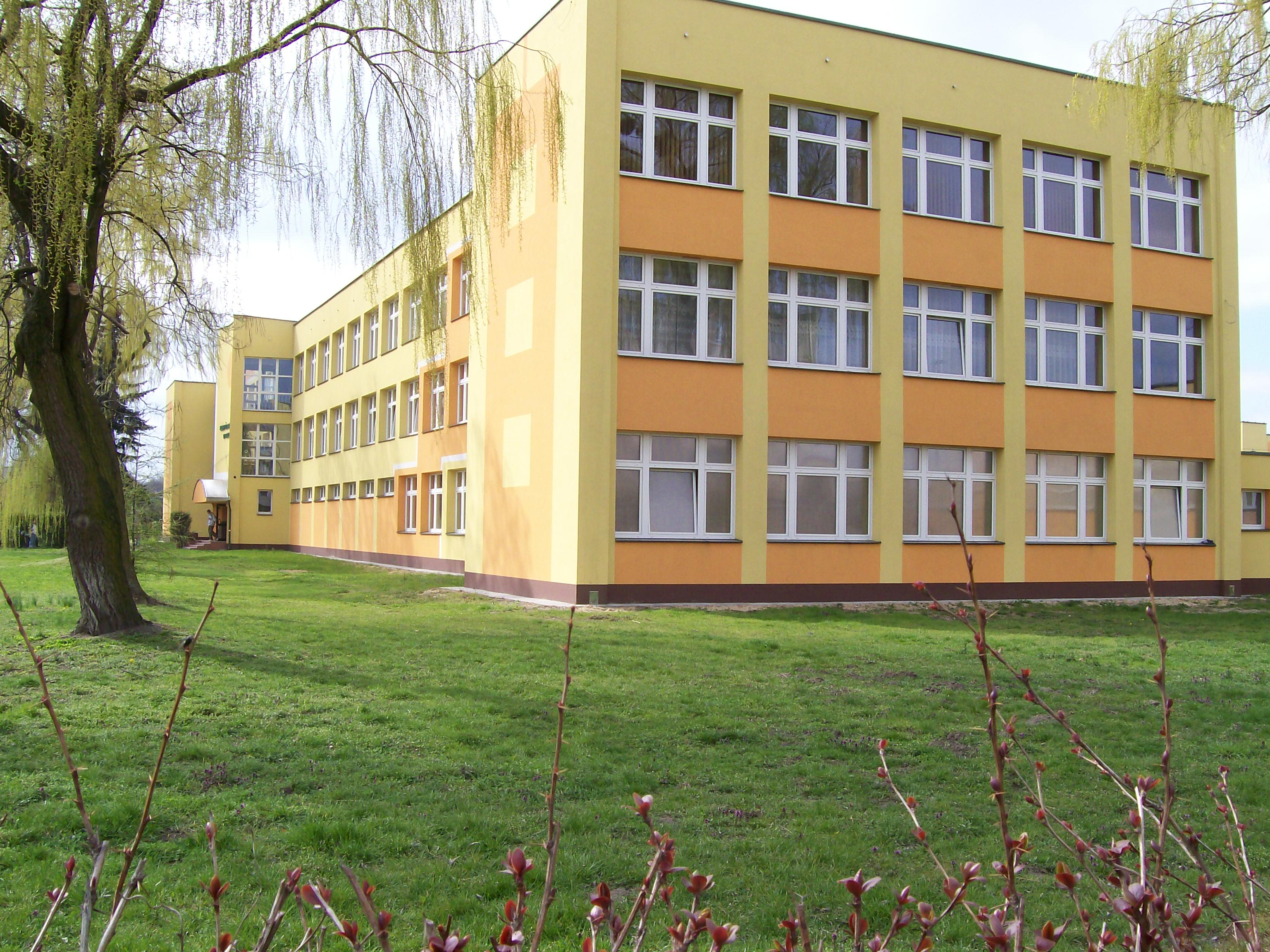
Zespół Szkół nr 1 w Wieluniu

- Zespół Szkół nr 1, ul. Wojska Polskiego 32
- Zaoczne Liceum Ogólnokształcące dla Dorosłych "Edukator" (www.wielun.ckedukator.pl)
- Zaoczna Policealna Szkoła Zawodowa "Edukator" (www.wielun.ckedukator.pl)
- Zespół Szkół nr 2 im. Jana Długosza
- Zespół Szkół nr 3 im. Mikołaja Kopernika
- Zasadnicza Szkoła Zawodowa Specjalna przy ZSS (nr 5)
- Szkoła Policealna dla Dorosłych w Wieluniu

Nieistniejące:
- Zespół Szkół Budowlanych (w 2005 przeniesiony do ZS nr 1)
- Zespół Szkół nr 4 im. Stanisława Staszica (w 2010 przeniesiony do ZS nr 3 i ZSS w Wieluniu)
- III Liceum Ogólnokształcące im. Mikołaja Kopernika

## Gimnazja
- Gimnazjum nr 1 im. Kazimierza Wielkiego w Wieluniu
- Gimnazjum nr 2 im. Wieluńskich Batalionów Obrony Narodowej w Wieluniu,
- Gimnazjum nr 3 im. Ireny Sendlerowej
- Gimnazjum nr 4 w Wieluniu przy ZSS (nr 5)
- Gimnazjum Stowarzyszenia Przyjaciół Szkół Katolickich im. bł. ks. Maksymiliana Binkiewicza

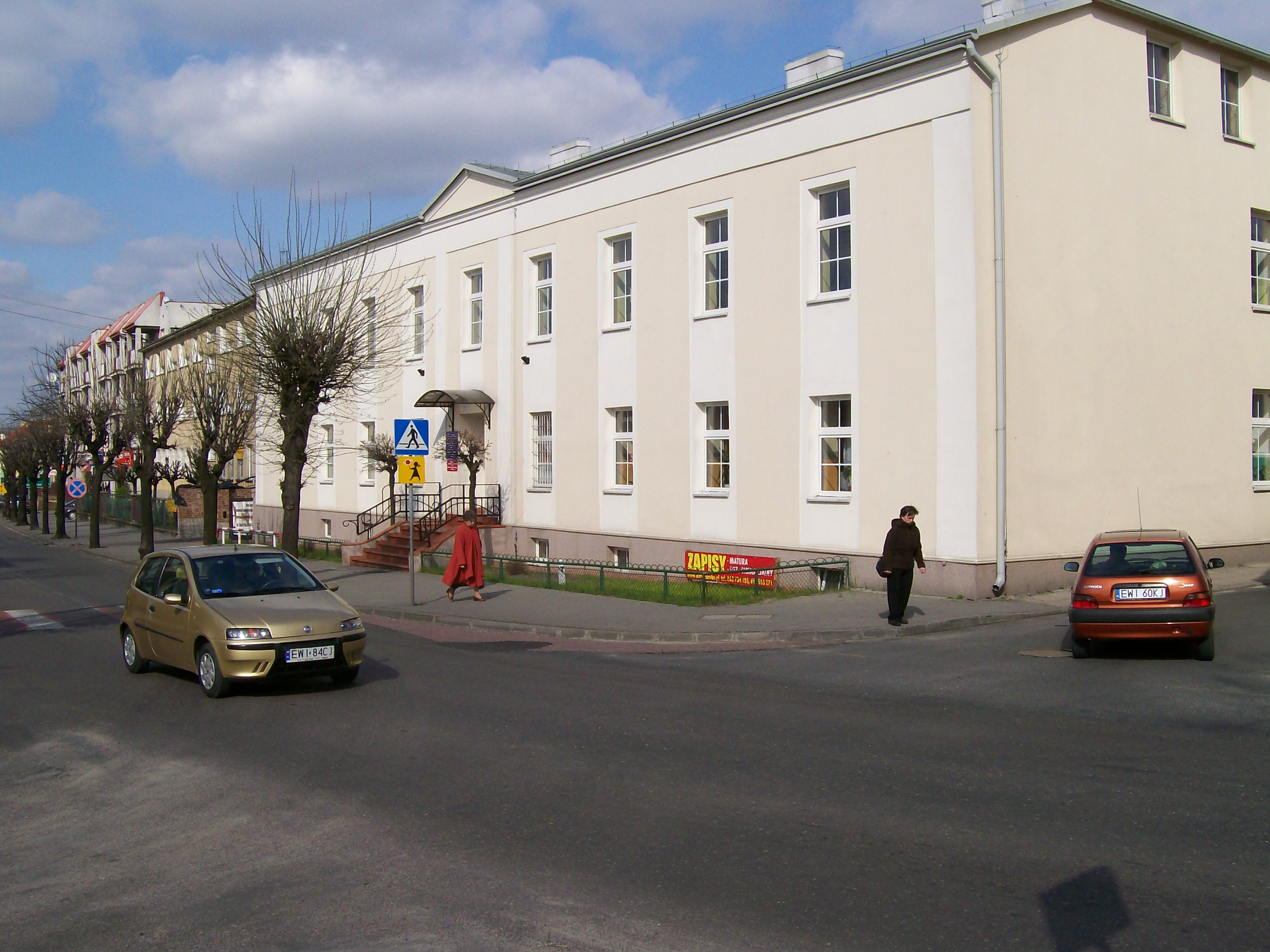
Katolickie Liceum Ogólnokształcące im. Bp. Teodora Kubiny

## Szkoły podstawowe
- Szkoła Podstawowa nr 2 im. Henryka Sienkiewicza
- Szkoła Podstawowa nr 3 przy ZSS (nr 5)
- Szkoła Podstawowa nr 4 im. Królowej Jadwigi
- Szkoła Podstawowa nr 5 im. Powstańców Śląskich

Ponadto:
- Szkoła Podstawowa w Niedzielsku, Wieluń
- Szkoła Podstawowa w Gaszynie im. Jana Jarczaka, Wieluń
- Szkoła Podstawowa w Rudzie im. Wincentego Witosa, Wieluń
- Szkoła Podstawowa w Masłowicach im. Marii Konopnickiej, Wieluń
- Szkoła Podstawowa w Sieńcu, Wieluń
- Szkoła Podstawowa w Kurowie im. Komisji Edukacji Narodowej, Wieluń

## Inne placówki
- Państwowa Szkoła Muzyczna I stopnia w Wieluniu
- Zespół Szkół Specjalnych w Wieluniu
- Międzyszkolna Bursa w Wieluniu
- Specjalny Ośrodek Szkolno-Wychowawczy w Gromadzicach
- Niepubliczna Placówka Kształcenia Ustawicznego OKZ w Wieluniu